# Love Like This
«Love Like This» o en español, "Amar Así" es una canción del cuarteto de rock alternativo Kodaline de Dublín . La canción estuvo liberada como descarga digital el 31 de mayo de 2013, como el segundo sencillo de su álbum debut de estudio "In a Perfect World" (En un Mundo Perfecto) (2013). La canción ha ascendido hasta el puesto 8 en el Irish Singles Chart y al número 22 en el UK Singles Chart.

## Lista de canciones
| Descarga Digital - EP | Descarga Digital - EP       | Descarga Digital - EP |
| No.                   | Título                      | Duración              |
| --------------------- | --------------------------- | --------------------- |
| 1.                    | "Love Like This"            | 3:36                  |
| 2.                    | "What It Is"                | 3:49                  |
| 3.                    | "Midnight"                  | 4:18                  |
| 4.                    | "Love Like This" (Acoustic) | 4:01                  |

## Comportamiento en las listas

### Lista semanal
| Lista (2013)                         | Mejor posición |
| ------------------------------------ | -------------- |
| Belgium (Ultratip Flanders)          | 94             |
| Ireland (IRMA)                       | 8              |
| Scotland (Official Charts Company)   | 19             |
| UK Singles (Official Charts Company) | 22             |

## Historial
| Región      | Fecha              | Formato          | Etiqueta |
| ----------- | ------------------ | ---------------- | -------- |
| Irlanda     | 31 de mayo de 2013 | Descarga digital | B-Único  |
| Reino Unido | 31 de mayo de 2013 | Descarga digital | B-Único  |